# Julija Samojlova
Julija Olegovna Samojlova (russisk: Юлия Олеговна Самойлова, tr. Julija Olegovna Samojlova; født 7. april 1989 i Ukhta) er en russisk sanger og sangskriver. Hendes navn translittereres også til engelsk Yuliya Samoylova, og skrives også Yulia Samoilova eller Julia Samoylova.
Samojlova sidder i rullestol på grund af en arvelig muskelsygdom og blev nationalt kendt i Rusland da hun blev nummer to i det russiske X Factor i 2013. Hun skulle repræsentere Rusland i Eurovision Song Contest 2017 i Kyiv i Ukraine. Hun kunne imidlertid ikke deltage, da hun havde brudt ukrainsk lov ved at have besøgt Krim efter optagelsen i Rusland i 2014. Striden endte med at Rusland trak sig fra konkurrencen, og Samojlova skal i stedet deltage for Rusland i Eurovision Song Contest 2018.